# ローヴァースFC (グアム)
ローヴァースFC（英語: Rovers FC）とは、グアムサッカーリーグに所属するサッカーチームである。

## タイトル
- グアムサッカーリーグ1部

2013–14、2014–15, 2015-16, 2016-17, 2017-18, 2018-19
- グアムFAカップ

2014, 2016

## 歴代所属選手
- 伊藤壇 2019